# Rayonnement dipolaire magnétique
Pour les articles homonymes, voir Rayonnement dipolaire.
En électromagnétisme, le rayonnement dipolaire magnétique est un processus d'émission de rayonnement électromagnétique par un dipôle magnétique variable au cours du temps (par exemple parce qu'il est en rotation). 

## Formule générale
En notant m le dipôle magnétique, la puissance I émise par ce dipôle est donnée par la formule
{\displaystyle I={\frac {2}{3}}{\frac {\mu _{0}}{4\pi c^{3}}}\left\langle {\ddot {\boldsymbol {m}}}^{2}\right\rangle },
où c est la vitesse de la lumière, μ0 la perméabilité du vide, < > désigne la moyenne temporelle, et un point la dérivée par rapport au temps.

## Interprétation
La formule du rayonnement dipolaire magnétique peut se retrouver, à un facteur numérique près par un simple jeu d'analyse dimensionnelle : la puissance émise est naturellement proportionnelle au carré de la quantité à l'origine de l'émission de rayonnement. Le dipôle magnétique a une dimension d'une charge électrique multipliée par une vitesse et une longueur. Son unité dans le Système international est donc le coulomb·mètre2·seconde-1 (C·m2·s-1). Le carré de cette quantité est le C2·m4·s-2. Pour passer des unités électrostatiques aux unités de mécanique, il est nécessaire de multiplier par la perméabilité du vide, ce qui donne un terme proportionnel à une force par la puissance quatrième d'une longueur, c'est-à-dire une puissance multipliée par un temps et le cube d'une longueur. La seule constante fondamentale intervenant dans le problème est la vitesse de la lumière, et aucune unité de longueur n'intervient dans le problème pour passer de la quantité actuellement obtenue à une puissance, il faut diviser par le cube de la vitesse de la lumière, ce qui donne une puissance multipliée par la puissance quatrième d'un temps. Il est donc nécessaire de prendre la dérivée temporelle seconde du dipôle pour obtenir une puissance dans la formule. Finalement, on obtient donc rapidement et sans calcul que
{\displaystyle I\propto {\frac {\mu _{0}}{4\pi c^{3}}}\left\langle {\ddot {\boldsymbol {m}}}^{2}\right\rangle },
ce qui est la bonne formule à un facteur 2/3 près. Seule l'obtention de celui-ci nécessite de résoudre en détail les équations de l'électromagnétisme pour déterminer la quantité d'énergie effectivement rayonnée par un dipôle variable au cours du temps.

## Contexte
La formule du rayonnement dipolaire électrique est intimement liée à la formule de Larmor, qui détermine la puissance rayonnée par une charge électrique accélérée. Un objet peut aussi émettre un rayonnement dipolaire électrique, générale d'amplitude supérieure. En effet, par simple jeu d'analyse dimensionnelle, les rayonnements dipolaires électrique et magnétique sont de l'ordre de 
{\displaystyle I_{\boldsymbol {d}}\propto {\frac {1}{4\pi \varepsilon _{0}c^{3}}}\left\langle {\ddot {\boldsymbol {d}}}^{2}\right\rangle },
{\displaystyle I_{\boldsymbol {m}}\propto {\frac {\mu _{0}}{4\pi c^{3}}}\left\langle {\ddot {\boldsymbol {m}}}^{2}\right\rangle },
où ε0 est la permittivité du vide. Le rapport entre ces deux quantités donne
{\displaystyle {\frac {I_{\boldsymbol {m}}}{I_{\boldsymbol {d}}}}\propto \mu _{0}\varepsilon _{0}{\frac {\left\langle {\ddot {\boldsymbol {m}}}^{2}\right\rangle }{\left\langle {\ddot {\boldsymbol {d}}}^{2}\right\rangle }}},
ce que l'on peut réécrire
{\displaystyle {\frac {I_{\boldsymbol {m}}}{I_{\boldsymbol {d}}}}\propto {\frac {1}{c^{2}}}{\frac {\left\langle (\partial _{tt}\sum _{i}q_{i}{\boldsymbol {r}}_{i}\wedge {\boldsymbol {v}}_{i})^{2}\right\rangle }{\left\langle (\partial _{tt}\sum _{i}q_{i}{\boldsymbol {r}}_{i})^{2}\right\rangle }}}.
En somme l'ordre de grandeur approximatif de ce rapport est de l'ordre de {\displaystyle \left\langle v^{2}\right\rangle /c^{2}}, où intervient la vitesse quadratique moyenne des vitesses des charges, vitesses en général non relativistes.